# Hydromanicus almansor
Hydromanicus almansor är en nattsländeart som beskrevs av Malicky 1993. Hydromanicus almansor ingår i släktet Hydromanicus och familjen ryssjenattsländor. Inga underarter finns listade i Catalogue of Life.